# Biotopo paludi del Corno
Le paludi del Corno sono un biotopo del Friuli-Venezia Giulia istituito come area naturale protetta nel 1998.
Occupano una superficie di 50,8 ha nella provincia di Udine.

## Fauna
La ricchezza e l'abbondanza delle caratteristiche di queste zone sono tali da comprendere molte specie animali. Tra i mammiferi ricordiamo numerosi mustelidi e caprioli. In forte aumento sono volpi e cinghiali.